# Мусурана
Мусурана (Clelia Clelia) е американска змия от семейство Смокообразни (Colubridae).

## Физически характеристики
Едра змия която достига 1 – 1,5 m. Окраската е от тъмносива до синкаво-черна. Наблюдавани са жълти екземпляри(Коста Рика). Корема е светъл. Слабо отровна със задни отровни зъби. В отровата са открити ензими, които изпълняват чисто храносмилателни функции. Спокойна и неагресивна.

## Разпространение и местообитание
Среща се в цяла Америка от южно Мексико и Гватемала до Парагвай и Бразилия. Обитава всевъзможни биотопи, най-често джунгли и дъждовни гори. Не се притеснява от човека-намирана е в градски условия.

## Начин на живот
В природата Мусураната се храни изключително с други змии, даже и отровни(Ботропс, Коралова змия, Кротал), срещу чиято отрова има естествен имунитет. Убива ги чрез задушаване. Може да погълне змия до 1,5 пъти по-дълга от нея. Активна е денем. Води полуводен начин на живот. От 1930 г. в Бразилия стартира програма за контрол над отровните змии, и основна част от програмата е изкуственото развъждане на Мусурани, които да бъдат пускани в най-засегнатите райони. По късно е издигат паметник на Мусураната пред института Бутантан, край Сао Паоло. Това е единственият известен паметник на змия.